# تجمع بدو ذكة (المحفد)

تعديل مصدري - تعديل

تجمع بدو ذكة هو أحد التجمعات البدوية في عزلة المحفد بمديرية المحفد التابعة لمحافظة أبين، بلغ تعداد سكانها 127 نسمة حسب تعداد اليمن لعام 2004م.